# Petermanniaceae
Classification APG II (2003)
Classification APG III (2009)
Famille
La famille des Petermanniaceae est constituée de plantes monocotylédones et elle ne comprend qu'une espèce Petermannia cirrosa, une liane rhizomateuse originaire de l'est de l'Australie. 

## Étymologie
Le nom vient du genre Petermannia nom donné en 1860 par le botaniste allemand Mueller (1825-1896), qui dédia le genre à August Heinrich Petermann (1822-1878), géographe, océanographe et cartographe allemand.  

## Classification
En classification classique de Cronquist (1981) Petermannia cirrosa est assignée aux Liliaceae.
Les Petermanniaceae n'est pas une famille reconnue par la classification phylogénétique APG II (2003) qui incorporait le genre aux Colchicaceae.
L'Angiosperm Phylogeny Website puis la classification phylogénétique APG III (2009) en ont fait une famille à part entière.

## Liste des genres
Selon World Checklist of Selected Plant Families (WCSP) (15 avr. 2010), Angiosperm Phylogeny Website (15 avr. 2010), NCBI (15 avr. 2010) et DELTA Angio (15 avr. 2010)
- genre Petermannia F.Muell. (1860)

## Liste des espèces
Selon World Checklist of Selected Plant Families (WCSP) (15 avr. 2010), Angiosperm Phylogeny Website (15 avr. 2010) et NCBI (15 avr. 2010):
- genre Petermannia F.Muell. (1860)
  - Petermannia cirrosa F.Muell. (1860)